# Kaspar von Carnap (Politiker, 1709)
Kaspar von Carnap (* 1709 in Elberfeld; † 1768 ebenda) war ein deutscher Politiker und Bürgermeister in Elberfeld.
Von Carnap wurde als Sohn des Elberfelder Kaufmanns und Bürgermeisters der Jahre 1718 und 1725 Wilhelm von Carnap (1680–1749) und dessen Frau Rosina Plücker (1686–1733), der Tochter des Bürgermeisters von 1688, Johannes Plücker jr. (1656–1709) und Enkelin des Bürgermeisters von 1679 Johannes Plücker sr. (1628–1680), geboren.
Von Carnap selbst heiratete am 21. August 1736 seine aus Duisburg stammende Cousine Johanna Maria von Carnap (1718–1776), mit der er eine Tochter hatte. Anna Maria von Carnap (1739–1768) heiratete später Johann Jakob Schlösser (1742–1788), den Bürgermeister des Jahres 1773.
Kaspar von Carnap wurde Kaufmann und wurde 1737 erstmals Mitglied des Rates der Stadt. Im Jahr 1738 war er dies erneut und 1739 wurde er erstmals zum Bürgermeister vorgeschlagen. Danach war er von 1740 bis 1744 und von 1746 bis 1747 Ratsmitglied. Im Jahr 1746 war er auch erfolgloser Bürgermeister-Kandidat, ebenso wie 1748 und 1759. Erst 1751 wurde er zum Bürgermeister gewählt, dies war er, bis er im Mai 1752 Stadtrichter wurde. Danach war er 1752, 1759, 1761 und 1764 wieder Ratsmitglied.